# I Die for You Today (singel)
I Die for You Today – piosenka zespołu synthpopowego Alphaville, singel promujący album Catching Rays on Giant.

## Lista utworów
| 1. | "I Die for You Today (Album Version)"    | 3:47  |
|    |                                          |       |
| 2. | "I Die for You Today (Acoustic Version)" | 3:34  |
|    |                                          |       |
|    |                                          | 07:21 |
|    |                                          |       |